# Volvulella persimilis
Volvulella persimilis is een slakkensoort uit de familie van de Rhizoridae. De wetenschappelijke naam van de soort is voor het eerst geldig gepubliceerd in 1875 door Mörch.